# 大嶋優木
大嶋 優木（おおしま ゆうき、1974年（昭和49年） - ）は、フリーランスで活動する日本の原型師。男性。

## 人物
1999年（平成11年）よりフリーランスとして海洋堂でフィギュア原型の制作を担当するようになる。美少女フィギュアを数多く手がけており固定ファンも多い。タカラ発売のリカヴィネ（2003年）、フィギュア付き週刊誌『週刊わたしのおにいちゃん』（略称：わたおに。2004年）の原型師として広く認知される。幼児体形の少女を造形する機会が多くそれによる評価も高いが、フィギュアのポーズ付けや小物の造形などからも高い技術がうかがえる実力派である。また、イラストや漫画も手掛けており、リカヴィネとわたおには全て大嶋自身のデザインによるものである。
2005年（平成17年）にはヴェネツィア・ビエンナーレの日本館においての「おたく：人格＝空間＝都市」展（cf. 森川嘉一郎）の公式カタログ付属フィギュア「新横浜ありな」の制作を担当した。コミックマーケットのカタログ表紙イラストも描いた。2006年（平成18年）夏のワンダーフェスティバルのオフィシャルグッズ「Wonda-chan Loves EVANGELION」（WFのマスコット「ワンダちゃん」と「リセットちゃん」が『新世紀エヴァンゲリオン』の綾波レイと惣流・アスカ・ラングレーに扮しているもの）の原型も担当した。
モーニング娘のファンであることを公言しており、コラムなどで熱っぽく語ることも多い。同業者である榎木ともひでとの造形者ユニット「eyewater」名義でワンフェスにも出店しているが、大嶋本人はモーニング娘のコンサート行きを理由に会場には姿を見せないのがお約束となっている。

## 代表作
- 週刊わたしのおにいちゃん
- リカヴィネ
- トランスフォーマー キスぷれ

## 原型の制作

### アクションフィギュア等
- ラブひな・アクションフィギュアシリーズ
- 綾瀬恵那（よつばと!）
- ジード団（北斗の拳・リボルテックフィギュア）
- リボルテック・クイーンズブレイドシリーズ（レイナ、アイリ、ナナエル、メローナ、アレイン、エリナ、ノワ）

### カプセルトイ・トレーディングフィギュア等
- リカヴィネ
- 週刊わたしのおにいちゃん
- ラブひな・K&Mカプセルフィギュア
- ちょびっツ・K&Mカプセルフィギュア
- パンダコパンダ・ボトルキャップフィギュア
- トランスフォーマー・K・Tフィギュアコレクション
- 北斗の拳 カプセル英雄録（でかいババァ）

### イベント限定フィギュア等
- ワンダちゃん＆リセットちゃん・ボトルキャップフィギュア ：ワンダーフェスティバル。
- ワンダちゃん＆リセットちゃん・トレーディングフィギュア ：ワンダーフェスティバル。
- リセヴィネ・トレーディングフィギュア ：ワンダーフェスティバル。
- Wonda-chan Loves EVANGELION ：ワンダーフェスティバル。
- ヴィネットちゃん・トレーディングフィギュア ：コミックマーケット。

## イラスト
- コミックマーケットカタログ・表紙
- おたく：人格＝空間＝都市・ポスター
- 新現実 vol.3・表紙
- ボットコン限定リコシェ・カード
- トランスフォーマーズコレクターズクラブ・表紙

## 雑誌連載
掲載誌とその内容（種類とタイトル）を記す。明記しないものは連載が終了しているものとする。
- フィギュア王 ：漫画コラム「夢のおもちゃ王国」
- 月刊ニュータイプ ：イラストコラム「大嶋優木のののののの！」
- フィギュア王 ：漫画コラム「夢のちまり王国」
- 月刊ニュータイプ ：イラスト「ホロスコープ」
- 電撃ホビーマガジン ：漫画「トランスフォーマー情報管理局テレトラン15GO!GO!」
- 月刊コミック電撃大王 ：漫画「トランスフォーマー キスぷれ」
- フィギュア王 ：カバーガール・イラスト。2010年現在連載中。